# معاملة المثليين في هونغ كونغ
يواجه الأشخاص من المثليين والمثليات ومزدوجي التوجه الجنسي والمتحولين جنسياً (اختصاراً: مجتمع الميم) في هونغ كونغ وهي منطقة إدارية خاصة بجمهورية الصين الشعبية تحديات قانونية واجتماعية لا يواجهها غيرهم من المغايرين جنسيا. يعتبر النشاط الجنسي بين الرجال وبين النساء قانونيا في هونغ كونغ منذ عام 1991. لا يقدر الشركاء والأزواج المثليون على الزواج أو التبني، كما أن المنازل التي يعيش فيها الشركاء المثليون غير مؤهلة للحصول على نفس الحماية القانونية المتاحة للأزواج المغايرين.

## تاريخ
بعد إلغاء تجريم المثلية الجنسية عام 1967 في المملكة المتحدة، كانت هناك تحركات لإجراء إصلاح مماثل في هونغ كونغ. أيد الحاكم موراي ماكلوس بشكل خاص حقوق المثليين، لكنه شعر هو وآخرون أن المجتمع المحلي لن يدعم إلغاء التجريم.

## قانونية النشاط الجنسي المثلي
باعتبارها مستعمرة بريطانية، كانت قوانين هونغ كونغ الجنائية ضد النشاط الجنسي المثلي للذكور في البداية انعكاسا للقانون البريطاني، مع عقوبة السجن المؤبد. خلال السبعينيات والثمانينيات من القرن الماضي، كان هناك نقاش عام حول ما إذا كان يجب إصلاح القانون وفقًا لمبادئ حقوق الإنسان أم لا. ونتيجة لذلك، وافق مجلس هونغ كونغ التشريعي في عام 1991 على إلغاء تجريم العلاقات الجنسية المثلية في الخاص، بين الكبار المتوافقين، وغير التجارية.
ومع ذلك، تم تحديد سن قانونية للنشاط الجنسي غير متكافئة (21 للمثليين جنسيا و 16 للمغايرين جنسيا) مع عدم ذكر القانون لمثليات الجنس. ضغطت جماعات حقوق المثليين على المجلس التشريعي لتحقيق المساواة في قانون سن الرضا، لكن قيل لهم من قبل بعض المشرعين المحافظين إن عدم المساواة القانونية ضروري لحماية الشباب والحفاظ على التقاليد. بدأت دعوى قضائية للطعن في عدم المساواة في السن القانونية للنشاط الجنسي في المحكمة.
في عام 2005، وجد القاضي هارتمان أن السن القانونية للنشاط الجنسي غير المتكافئ كان غير دستوري بموجب قانون الحقوق في هونغ كونغ، مما ينتهك الحق في المساواة. أيدت محكمة الاستئناف الحكم، ولكن لم يتم حذف الأحكام رسميًا من قانون الجرائم (الفصل 200) حتى عام 2014.
في 30 مايو 2019، حكمت المحكمة العليا في «قضية يونغ تشو-وينغ ضد وزير العدل» يونغ تشو-وينغ، وهو ناشط في حقوق المثليين الذي رفع دعوى قضائية ضد الحكومة في عام 2017، وأسقطت أربعة أحكام إضافية بموجب قانون الجرائم (الفصل 200) الذي يفرض عقوبات أعلى على الجرائم التي يرتكبها الرجال المثليون. تم تفسير ثلاثة أحكام أخرى بشكل تصحيحي بحيث لم تعد تميز ضد المثليين جنسياً. تم إلغاء جرائم «حمل الآخرين على ارتكاب الجنس من الدبر» و «الفحش الجسيم مع أو من قبل رجل لشخص دون 16 عامًا». كما أنه ألغى «الفحش الجسيم من قبل رجل مع رجل بخلاف ما هو في القطاع الخاص» و «الحمل على القيام بالفحش الجسيم من قبل رجل مع رجل». الجرائم الثلاث التي تنطبق الآن على كلا الجنسين هي «الجنس من الدبر مع أو من قبل رجل لشخص يقل عمره عن 16 عامًا»، «الفحش الجسيم من قبل رجل مع ذكر عاجز عقليا»، و «السماح للشباب باللجوء إلى أو في مبنى أو مكان لممارسة الجماع أو الدعارة أو الجنس من الدبر أو الأفعال الجنسية المثلية». يأتي ذلك بعد 20 عامًا من الحراك من أجل تغيير هذا القانون، والذي رفضت الحكومة أو أخرته فيه، إلا أن وزير العدل وافق أثناء المحاكمة على جميع التغييرات تقريبًا، واتفق على أن هذه القوانين التي تستهدف الرجال المثليين لا تتوافق مع القانون الأساسي.

## الاعتراف القانوني بالعلاقات المثلية
لا يتم الاعتراف حاليا بزواج المثليين أو الاتحادات المدنية في هونغ كونغ.
ومع ذلك، في يونيو 2009، قدمت حكومة هونغ كونغ اعترافًا وحماية محددين للشركاء المثليين المتساكنين بموجب مرسوم العنف العائلي.
في عام 2013، حكمت المحكمة العليا في هونغ كونغ بأنه يمكن لامرأة متحولة جنسياً أن تتزوج من شريكها وأخبرت الحكومة أن أمامها عامًا واحدًا لوضع قانون يسمح للأفراد الذين يتحولون جنسيا بالزواج. في ربيع عام 2014، أُعلن أنه على الرغم من عدم اكتمال القانون، يمكن للمواطنين المتحولين جنسياً البدء في الزواج في يوليو. عبر بعض الناشطين في مجال الحقوق عن استيائهم من شرط أن يكون الشخص قد خضع لجراحة إعادة تحديد الجنس للحصول على رخصة زواج. في 17 تموز/يوليو 2014، أُعلن أنه يمكن للمواطنين المتحولين جنسياً الزواج وأن القانون سيتم الانتهاء منه بعد العطلة الصيفية. صرح البعض أن تأخير المسودة النهائية كان شيئًا إيجابيًا نظرًا لأن القانون اللاحق به «الكثير من الثقوب والغموض».
في يوليو 2018، قالت الرئيسة التنفيذية لهونغ كونغ كاري لام إن حكومة هونغ كونغ ليست لديها خطط لتعديل القانون وتشريع زواج المثليين في المستقبل القريب بعد صدور حكم تاريخي لصالح طلب التأشيرة الزوجية للشركاء المثليين، وقال إنه على الرغم من احترام الحكومة لقرار المحكمة، إلا أن القضية لم تمثل تحديًا لقانون الزواج في هونغ كونغ واهتمت فقط بسياسة الهجرة في المدينة. في مارس 2019، كررت موقفها قائلة إن الحكومة لن تشرع زواج المثليين قريبا، قائلة إن القضية لا تزال «مثيرة للجدل»، لكنها أشارت إلى أن قرار المحكمة الأخير في ترتيبات الهجرة للأزواج المثليين الذين يتزوجون في الخارج «يساعد» على جلب المواهب من الخارج إلى المدينة.
في مايو 2019، أعرب رئيس لجنة تكافؤ الفرص ريكي تشو مان كين عن تفضيله لاتباع نهج تدريجي، بدءاً بمبادرات مناهضة التمييز، وقال إنه لن يدفع باتجاه وضع جدول زمني لتشريع زواج المثليين، لكنه حث مجتمع المثليين إلى «تغيير المسار» لصالح نهج خطوة بخطوة لكسر «الجمود الأبدي» في معركة المدينة من أجل حقوق المثليين. وقال «بدلاً من التركيز على المناقشات المجردة والأيديولوجية التي لا يمكننا أن نتوصل إليها بسهولة، دعونا نحقق تقدماً طفيفًا في التصدي للتمييز في مكان العمل والمدارس والمرافق العامة».

### التأشيرات الزوجية
قاضت امرأة بريطانية (يشار إليها باسم كيو تي QT) وزارة الهجرة بعد أن رفضت الاعتراف بشراكتها المدنية في المملكة المتحدة ورفضت منحها تأشيرة زوجية. في فبراير 2015، وافق القاضي على أن المدعية تعرضت للتمييز ونقل القضية إلى محكمة هونغ كونغ العليا. نظرت المحكمة في القضية في 14 مايو 2015. وبعد مداولات طويلة، رفضت القضية في مارس 2016. واستأنفت المرأة محكمة الاستئناف، التي وافقت على سماع القضية يومي 15 و 16 يونيو 2017. وكان الاستئناف بقيادة محامية حقوق الإنسان البارزة دينا روز.
في 25 سبتمبر 2017، نقضت محكمة الاستئناف رفض المحكمة العليا وحكمت لصالح المرأة، ووجدت أن شريكتها (الذي يعمل في المدينة) يجب أن تمنح تأشيرة زواج. في حين لم يتم الطعن في التعريف القانوني للزواج في الاستئناف، فإن القاضي أندرو تشيونغ كبير القضاة كتب «لقد تغيرت الأوقات ولم يعد عدد متزايد من الناس مستعدين لقبول الوضع الراهن دون تفكير نقدي». وأضاف أن إدارة الهجرة فشلت في تبرير «التمييز غير المباشر بسبب التوجه الجنسي الذي عانت منه كيو تي» وأن «استبعاد العاملة الأجنبية المتزوجة قانونًا (وإن كانت مثلية) وهي الزوجة أو الشريكة المدنية... للانضمام إلى العاملة، من الواضح تمامًا، أنه يأتي بنتيجة عكسية لجذب العاملة للحضور أو البقاء في هونغ كونغ». أمرت المحكمة المرأة وإدارة الهجرة بالعمل معًا على اتفاق وتقديمه إلى المحكمة في غضون 28 يومًا.
استأنفت إدارة الهجرة الحكم أمام محكمة الاستئناف النهائية. أصدرت المحكمة حكمها في 4 يوليو 2018، وخلصت إلى المدعية وتفويض سلطات الهجرة لمنح الشركاء والأزواج المثليين التأشيرات الزوجية التي كانت متاحة في السابق فقط فقط للأزواج والشركاء المغايرين. ورأت لجنة القضاة، برئاسة رئيس القضاة جيفري ما تاو لي، أن «سياسة [عدم منح التأشيرة] تأتي بنتائج عكسية ولا ترتبط بوضوح بعقلانية بتقدم» أي هدف لموهبة ورفضت حجة مدير الهجرة بأن الشراكات المدنية تختلف عن الزواج، قائلة إنها كانت تستند إلى «أساس هش [و] ... بالكاد فهو له قيمته». ذكرت الحكومة أنها تحترم قرار المحكمة وستدرسه بالتفصيل. دخل الحكم حيز التنفيذ في 19 سبتمبر 2018.

### فوائد الضرائب والفوائد الزوجية
في عام 2014، تزوج أنغوس ليونغ تشون-كوونغ، مسؤول الهجرة في هونغ كونغ من شريكه المثلي، سكوت آدمز، في نيوزيلندا. بعد الزفاف، حاول ليونغ تحديث حالته الزوجية مع ديوان الخدمة المدنية، العمال يمكن أن تمتد إلى أزواجهم. ومع ذلك، رفض المكتب محاولات ليونغ لتوسيع نطاق هذه الفوائد لتشمل آدمز، مما أثار تحديًا قانونيًا. في 28 أبريل 2017، حكمت محكمة هونغ كونغ العليا لصالح ليونغ. في قراره التاريخي، وصف القاضي أندرسون تشاو كا مينغ سياسة المكتب بأنها «تمييز غير مباشر» ورفض الادعاء بأنه «يجب أن يتصرف وفقًا لقانون الزواج السائد في هونغ كونغ» وأن توسيع نطاق المزايا لتشمل زوج ليونغ «تقوض سلامة مؤسسة الزواج». كان من المفترض أن يدخل هذا الحكم حيز التنفيذ في 1 سبتمبر 2017 وكان سيوفر للشركاء المثليين لموظفي الحكومة الذين تزوجوا في الخارج نفس مزايا الأزواج المغايرين. في مايو، استأنفت حكومة هونغ كونغ الحكم. بدأت محكمة الاستئناف النظر في القضية في ديسمبر 2017، وحكمت ضد الزوجين في 1 يونيو 2018. قضت محكمة الاستئناف بأن هناك «هدف مشروع» لحماية زواج المغايرين، بحجة أن الأزواج المغايرين فقط يجب أن يتمتعوا «بحرية الزواج» وأن الأزواج المثليين يجب أن لا يتمتعوا بأي حقوق زوجية على الإطلاق. وذكرت المحكمة أيضا أن ليونغ وآدمز لم يستطيعا دفع الضرائب كزوجين. استأنف الزوجان القرار أمام محكمة الاستئناف النهائي. تم الاستماع إلى الطعن في 7 مايو 2019. في 6 يونيو 2019، نقضت محكمة الاستئناف النهائي حكم محكمة الاستئناف، معتبرة أن كل من مكتب الخدمة المدنية وإدارة الإيرادات الداخلية قاما بالتمييز في قراره التاريخي، وصف القاضي أندرسون تشاو كا مينغ سياسة المكتب بأنها «تمييز غير مباشر» ورفض الادعاء بأنه «يجب أن يتصرف وفقًا لقانون الزواج السائد في هونغ كونغ» وأن توسيع نطاق المزايا لتشمل زوج ليونغ «تقوض سلامة مؤسسة الزواج». كان من المفترض أن يدخل هذا الحكم حيز التنفيذ في 1 سبتمبر 2017 وكان سيوفر للشركاء المثليين لموظفي الحكومة الذين تزوجوا في الخارج نفس مزايا الأزواج المغايرين. في مايو، استأنفت حكومة هونغ كونغ الحكم. بدأت محكمة الاستئناف النظر في القضية في ديسمبر 2017، وحكمت ضد الزوجين في 1 يونيو 2018. قضت محكمة الاستئناف بأن هناك «هدف مشروع» لحماية زواج المغايرين، بحجة أن الأزواج المغايرين فقط يجب أن يتمتعوا «بحرية الزواج» وأن الأزواج المثليين يجب أن لا يتمتعوا بأي حقوق زوجية على الإطلاق. وذكرت المحكمة أيضا أن ليونغ وآدمز لم يستطيعا دفع الضرائب كزوجين. ستأنف الزوجان القرار أمام محكمة الاستئناف النهائي. تم الاستماع إلى الطعن في 7 مايو 2019. في 6 يونيو 2019، نقضت محكمة الاستئناف النهائي حكم محكمة الاستئناف، معتبرة أن كل من مكتب الخدمة المدنية وإدارة الإيرادات الداخلية قاما بالتمييز غير القانوني ضد الزوجين.

### تحديات قانونية
في يناير 2019، وافقت المحكمة العليا في هونغ كونغ على سماع تحديين لرفض المدينة الاعتراف بزواج المثليين. تم رفع التحديين المنفصلين عن طريق طالب من جامعة هونغ كونغ يبلغ من العمر 21 عامًا، يُعرف باسم "TF"، وناشط يبلغ من العمر 31 عامًا، يُعرف باسم "STK"، الذي جادل بأن عدم قدرة الأزواج المثليين على الزواج انتهك حقهم في المساواة بموجب قانون الحقوق في هونغ كونغ والقانون الأساسي في هونغ كونغ. أعطى القاضي في القضية رخصة الطلبات لسماعها من قبل المحكمة، على الرغم من تعليقها أولاً لسماع قضية أخرى تتعلق بمثلية تبلغ من العمر 29 عامًا، وتسعى إلى تطبيق نظام شراكة مدنية في هونغ كونغ.

### الشراكة المدنية وزواج المثليين والمواطنين البريطانيين (ما وراء البحار)
لا يعترف قانون هونغ كون بزواج المثليين أو الشراكات المدنية المسجلة داخل أو خارج هونغ كونغ. ومع ذلك، فإن العديد من سكان هونغ كونغ هم أيضًا مواطنون بريطانيون (ما وراء البحار). بحكم إصدار «أمر الشراكة المدنية (التسجيل في الخارج والشهادات) 2005» في المملكة المتحدة، يُسمح لجميع الرعايا البريطانيين، بمن فيهم البريطانيون (في الخارج)، بتسجيل شراكات مدنية مع عدد محدود من القنصليات أو السفارات البريطانية في الخارج. وبالتالي، يتمتع الشركاء المثليون في هونغ كونغ، حيث يتمتع أحد الشريكين بوضع وطني بريطاني، بالحق في تسجيل شراكات مدنية مع القنصليات البريطانية في 22 دولة.
عادة ما يستغرق ترتيب تسجيل شراكة مدنية مع القنصلية البريطانية شهرًا على الأقل ويجب القيام به شخصيًا في البلد الذي توجد فيه القنصلية. أولئك الذين انتهت صلاحية جوازات سفرهم البريطانية الوطنية (أو ما وراء البحار) أو الذين لم يعد لديهم جواز سفر ساري المفعول، يتعين عليهم التقدم بطلب للتجديد قبل ترتيب تسجيل شراكة مدنية مع القنصلية البريطانية.
تمتنع القنصلية العامة البريطانية في هونغ كونغ عن تقديم مثل هذه الخدمة للمواطنين البريطانيين لأن قانون المملكة المتحدة يشترط احترام اعتراض حكومة هونغ كونغ عليهم. وبالتالي، يمكن للمواطنين البريطانيين التقدم بطلب لعقد شراكة مدنية مثلية مع القنصليات أو السفارات البريطانية في 22 دولة التالية.
| أوقيانوسيا      | أستراليا  |           |         |            |           |        |         |          |
| أمريكا الشمالية | كوستاريكا | غواتيمالا |         |            |           |        |         |          |
| أمريكا الجنوبية | الأرجنتين | كولومبيا  | بيرو    | الأوروغواي | فنزويلا   |        |         |          |
| آسيا            | إسرائيل   | اليابان   | منغوليا | الفلبين    | تركمنستان | فيتنام |         |          |
| أوروبا          | النمسا    | بلغاريا   | كرواتيا | المجر      | أيرلندا   | لاتفيا | مولدوفا | البرتغال |

### قضية الشراكات المدنية
في يونيو 2018، رفعت امرأة مثلية معروفة باسم "MK" دعوى ضد حكومة هونغ كونغ لحرمانها من الحق في الدخول في شراكة مدنية (بالصينية: 民事伴侶關係) (بينيين: mínshì bànlǚ guānxì) مع شريكتها الأنثى. قائلة إن حقوقها في الخصوصية والمساواة قد انتهكت، وهو ما يعد انتهاكًا لقانون هونغ كونغ الأساسي وقانون الحقوق في هونغ كون. نظرت المحكمة العليا في القضية في جلسة استماع أولية موجزة دامت 30 دقيقة في أغسطس 2018. في أبريل 2019، رفض القاضي طلبًا من أبرشية هونغ كونغ الكاثوليكية وغيرها من الجماعات المحافظة للانضمام إلى الدعوى. جادلت الأبرشية أن نتيجة القضية أمام المحكمة يمكن أن تؤدي إلى «التمييز العكسي»، على الرغم من أن المحكمة رفضت هذه الحجة على أساس أنها تستند إلى آراء اجتماعية وليست القانون. وعقدت جلسة استماع كاملة يوم 28 مايو 2019. خلال الجلسة، دافع ستيوارت وونغ، وهو محام عن الحكومة، عن القانون الحالي، قائلاً: «ليست كل الاختلافات في المعاملة غير قانونية. ليس من المفترض عليك أن تعامل كل الحالات غير المتساوية على حد سواء. أن تتعرف على شكل بديل من علاقات المثليين لنقول هو بمثابة [الزواج] هو تقويض للمؤسسة التقليدية للزواج والأسرة التي شكلها مثل هذا الزواج». وأضاف المحامي عن الحكومة، بحجة أن الشراكات المدنية تحمل نفس الحقوق القانونية للزواج، لكن عمومًا لا تشمل الاحتفال بوعود الزواج وتبادلها، فإن هذا سيجعل الزواج والاتحادات المدنية متطابقين فعليًا «في المضمون».

### اقتراح الاتحادات المدنية
في نوفمبر 2018، اقترح المشرع مثلي الجنس علنا راي تشان اقتراحًا لدراسة الاتحادات المدنية للشركاء المثليين، ولكن تم التصويت ضده في تصويت 24 صوتا لصالحه مقابل 27 صوتًا ضد (24-27).

## الحماية من التمييز
يحظر قانون الحقوق في هونغ كونغ 1991 التمييز على مجموعة متنوعة من الأسباب، بما في ذلك «أي وضع آخر». في قضية ليونغ تي سي ويليام روي ضد وزير العدل (2005)، تم تفسير ذلك على أنه يشمل التوجه الجنسي. ومع ذلك، فإن قانون الحقوق لا ينطبق إلا على التمييز الذي تقوم به الحكومة وليس على القطاع الخاص. منذ تسعينيات القرن الماضي، دأبت جماعات حقوق المثليين على الضغط على المجلس التشريعي لسن قوانين الحقوق المدنية التي تشمل الميل الجنسي، ولكن دون نجاح.
في عام 1993، اقترحت المشرعة السابقة آنا وو مشروع قانون تكافؤ الفرص من خلال مشروع قانون عضو خاص لحظر التمييز على أساس مجموعة متنوعة من الأسباب، بما في ذلك الجنس والإعاقة والعمر والعرق والتوجه الجنسي. لم يسفر جهدها عن أي نتيجة حتى عام 1995 عندما تم سن قانون تكافؤ الفرص. ومع ذلك، لم يدرج التوجه الجنسي في تمرير القانون.
تميل المعارضة السياسية إلى أن تأتي من المحافظين الاجتماعيين، وغالبًا ما يكون لهم صلات مسيحية إنجيلية، والذين يعتبرون المثلية الجنسية وشهوة الملابس المغايرة كعلامات على الفجور. على سبيل المثال، بعد أن قضت المحكمة ضد عدم المساواة في السن القانونية للنشاط الجنسي، عارض الرئيس التنفيذي لهونغ كونغ السابق دونالد تسانغ، وهو كاثوليكي متدين، علنًا قرار المحكمة وحارب من أجل تقديم استئناف حتى عام 2006. ومع ذلك، فإن معظم الأحزاب السياسية والسياسيين الأفراد كانوا يميلون إلى تجنب التقدم ببيانات عامة لصالح حقوق المثليين، على الرغم من أن هذا بدأ يتغير ببطء.
في عام 2010، شارك المشرع فرناندو تشيونغ، والمشرعون السابقون سيد هو سو-لان، لو وينج-لوك، والقس فونغ تشي وود، في مظاهرة عامة ضد رهاب المثلية.
في 2019، لا يزال لا توجد قوانين ضد التمييز على أساس التوجه الجنسي والهوية الجندرية في هونغ كونغ.
في عام 2016، فشلت الجهود التي بذلتها لجنة تكافؤ الفرص لدفع الحكومة إلى سن تشريعات مناهضة للتمييز على أساس التوجه الجنسي والهوية الجندرية. قدمت اللجنة اقتراحًا إلى الإدارة عقب دراسة استقصائية في العام نفسه، والتي وجدت أن 55.7% من الناس في هونغ كونغ يدعمون هذه الحماية.
في يونيو 2019، صرح ريكي تشو مان-كين رئيس لجنة تكافؤ الفرص بأنه يعتزم إضافة أشكال الحماية المناهضة للتمييز على أساس التوجه الجنسي والهوية الجندرية للقوانين الحالية. وقال إن منهجه سيشمل إدراج الحماية في القوانين الحالية بدلاً من الدعوة إلى تشريع واحد شامل، كما كان في الماضي. وهو يخطط لمشاريع القوانين وصياغتها بعد سماع آراء الأطراف المعارضة قبل تقديمها إلى الحكومة.

## الهوية الجندرية والتعبير عنها
شهوة الملابس المغايرة في حد ذاته قانوني. يسمح قانون هونغ كونغ بتغيير الوثائق القانونية مثل بطاقات الهوية وجوازات السفر بعد أن يكون الشخص قد خضع لجراحة إعادة تحديد الجنس، ولكن لا يسمح بتغيير شهادات الميلاد. والتي تشمل إزالة الأعضاء التناسلية، مما يجعل الشخص عقيما بشكل فعال في مقابل الاعتراف القانوني بالهوية الجندرية.
في عام 2013، حكمت المحكمة العليا في هونغ كونغ بأنه يمكن لامرأة متحولة جنسياً أن تتزوج من شريكها في جنسها المؤكد.
في 16 سبتمبر 2013 تم التمييز ضد إيليانا روباشكين وسوء معاملتها جنسيا من قبل ضباط جمارك مطار هونغ كونغ الدولي، مما اضطر المنظمات الدولية مثل الأمم المتحدة والمنظمات غير الحكومية في هونغ كونغ لتقديم المساعدة لها كلاجئة بعد ان أصبحت شخصا بلا جنسية، وتحملت البحث في جسمها لأكثر من تسع ساعات.
في عام 2019، خسر ثلاثة من المتحولين جنسياً الذين يعرفون أنفسهم كرجال قضيتهم ليتم الاعتراف بهم على هذا النحو في بطاقات الهوية الخاصة بهونغ كونغ. في حين أنه أعرب عن تعاطفه، حكم قاضي المحكمة العليا توماس أو هينغ-تشيونغ ضد مقدمي الطلبات الثلاثة، هنري تسي، Q، و R، وقد تم الاعتراف بهم جميعًا من قبل الحكومة البريطانية كرجال لكنهم غير قادرين على تغيير نوع الجنس في بطاقات الهوية في هونغ كونغ. قال القاضي إن تغيير الجنس بالكامل سيكون "الطريقة العملية" الوحيدة للحكومة المحلية لتحديد جنس الشخص. على الرغم من أن الثلاثة، وجميعهم من الإناث، يعرّفون بأنهم رجال، وقد تمت إزالة أثداتهم وخضعوا للعلاج الهرموني، إلا أنهم ما زالوا جميعًا لديهم رحم ومبيض - وهو ما كان موضع خلاف في التحديات القانونية ضد المدينة".

## حراك حقوق المثليين في هونغ كونغ
في أوائل التسعينيات، تم إنشاء أول مجموعتين لحقوق المثليين، «هورايزونس» (بالإنجليزية: HORIZONS)‏ و (بالإنجليزية: Ten Percent Club)‏. اليوم، توجد العديد من المنظمات، وأبرزها «رينبو أكشن» (بالإنجليزية: Rainbow Action)‏ و «تونغزي كالتشر سنتر» (بالإنجليزية: Tongzhi Culture Society)‏، للقيام بحملات من أجل حقوق المثليين وتنظيم مناسبات تعليمية واجتماعية عامة متنوعة.
و أسس مكتب الشؤون الدستورية وشئون البر الرئيسي وحدة الهوية الجندرية والتوجه الجنسي في عام 2005، لتعزيز تكافؤ الفرص للناس من التوجهات الجنسية المختلفة، والمتحولين جنسيا.
في أغسطس 2012، قام مكتب الشؤون الدستورية وشؤون البر الرئيسي برعاية سلسلة من بث إعلانات الخدمة العامة حول الحاجة إلى المعاملة المتساوية عند تشغيل أي شخص من مجتمع الميم.

## ظروف الحياة
إلى جانب العديد من النوادي الليلية للمثليين، تقام مهرجانات المثليين سنويًا، فضلاً عن المناسبات الاجتماعية الأخرى بما في ذلك مهرجان هونغ كونغ للمثليات والمثليين. في اليوم الدولي لمناهضة رهاب المثلية، ورهاب التحول الجنسي، ورهاب ازدواجية التوجه الجنسي، تقام مسيرة في شوارع هونغ كونغ لإظهار التضامن. عقدت أول مسيرة في اليوم الدولي لمناهضة رهاب المثلية، ورهاب التحول الجنسي، ورهاب ازدواجية التوجه الجنسي في عام 2005. وأصبحت المشاركة السياسية أيضًا أكثر شيوعًا في السنوات الأخيرة. حضر العديد من المشرعين البارزين مسيرة اليوم الدولي لمناهضة رهاب المثلية، ورهاب التحول الجنسي، ورهاب ازدواجية التوجه الجنسي وفخر المثليين لإظهار التضامن مع مجتمع الميم.
نظرًا لأن الحكومة لا يمكنها التمييز ضد الأشخاص من مجتمع الميم، كما هو منصوص عليه في «قانون الحقوق»، فقد لا يتم منع الأشخاص من من مجتمع الميم قانونًا في وصولهم إلى الخدمات التي تقدمها حكومة هونغ كونغ. على سبيل المثال، عند التقدم بطلب للحصول على بديل الباحث عن عمل (قاعدة الضمان الشامل للضمان الاجتماعي)، لا بد من تلبية ذلك. سواء أكان هؤلاء يفيون بعنصر الاختبار المتوسط، تأخذ إدارة الرعاية الاجتماعية في الاعتبار دخل أفراد الأسرة الذين يعيشون معًا بغض النظر عن توجههم الجنسي.
في مايو 2019، تم حظر إعلان لشركة الطيران كاثي باسيفيك الذي يضم شريكين مثليين وأظهر رجلين يتجولان جنبًا إلى جنب على الشاطئ من قبل هيئة مطار هونغ كونغ وشركة إم تي آر. تراجع كلاهما عن موقفهما بعد يوم واحد من الانتقادات العلنية الواسعة والغضب من الحظر وتم عرض الإعلان في وقت لاحق بعد أيام.

### التمثيل في وسائل الإعلام
منذ تسعينيات القرن الماضي، كان للعديد من أفلام هونغ كونغ شخصيات أو موضوعات عن مجتمع الميم. ومع ذلك، تميل البرامج التلفزيونية إلى حد كبير إلى تجنب الشخصيات أو مواضيع مجتمع الميم، حتى وقت قريب.
في عام 2006، بثت إذاعة تلفزيون هونغ كونغ فيلمًا تلفزيونيًا يدعى «العشاق المثليين» (بالإنجليزية: Gay Lovers)‏، والذي تلقى انتقادات من المحافظين الاجتماعيين بسبب «تشجيع» الناس على أن يصبحوا مثليين. في عام 2007، قضت هيئة الإذاعة بأن برنامج «العشاق المثليين» الذي أنتجته إذاعة تلفزيون هونغ كونغ كان «غير عادل وجزئي ومتحيز تجاه المثلية الجنسية، وكان له تأثير في تشجيع قبول زواج المثليين». في 5 مايو 2008، ألغى القاضي مايكل هارتمان حكم هيئة الإذاعة القائلة بأن مناقشة «العشاق المثليين» حول زواج المثليين جنسياً قد انتهكت إرشادات البث لعدم تضمينها وجهات نظر معادية للمثليين.
نظرًا لأن المواقف الاجتماعية أصبحت أكثر انفتاحًا وقبولًا في هونغ كونغ، فقد أصبح المزيد من الفنانين والشخصيات البارزة منفتحين حول مناقشة توجههم الجنسي علنًا.
أعلن تشيت لام، وهو مغني شعبي من هونغ كونغ، عن كونه مثلي الجنس من خلال مقابلة مع مجلة ذا أدفوكيت.
في أبريل 2012، أعلن الفنان المعروف، أنتوني وونغ يو-مينغ، عن كونه مثلي الجنس خلال إحدى سلسلة حفلاته، حيث أعطاه المشجعون استجابة إيجابية للغاية.
في سبتمبر 2012، أعلن المشرع المنتخب حديثًا حينها راي تشان، وهو مذيع سابق في الإذاعة والتلفزيون، ل«أورينتال ديلي» عن كونه مثلي الجنس، مما جعله أول مشرع مثلي الجنس علنا في الصين الكبرى. كانت التغطية الإعلامية المحلية لإعلانه عن كونه مثليًا إيجابية إلى حد كبير.
في 10 نوفمبر 2012، أعلنت دينيس هو عن توجهها الجنسي على خشبة المسرح في حدث «تشجع لتحب» خلال فخر هونغ كونغ برايد 2012. ووصفت نفسها بأنها تونغكي (بالإنجليزية: "tongzhi")‏ (بالصينية: 同志)
وهي كلمة عامية صينية تعني مثلي أو مثلية. وتعتبر أول مغنية معروفة في هونغ كونغ تعلن عن ذلك.

### الرأي العام
في استطلاع عام 2013 أجرته جامعة هونغ كونغ، أيد 33.3% يؤيدون زواج المثليين، مع معارضة 43%. أظهر استطلاع آخر أجراه الحزب الليبرالي أن 29% أيدوا زواج المثليين بينما عارضه 59%.
أظهر استطلاع أجرته جامعة هونغ كونغ في عام 2014 أن 27% يؤيدون زواج المثليين بينما قال 12% أنهم يؤيدونه إلى حد ما. في الوقت نفسه، وجد الاستطلاع نفسه أن 74% من المستطلعين وافقوا على أن الأزواج والشركاء المثليين يجب أن يتمتعوا بنفس أو بعض الحقوق التي يتمتع بها الأزواج والشركاء المغايرن.
وجد استطلاع أجرته جامعة هونغ كونغ عام 2017 أن 50.4% يؤيدون زواج المثليين.

### الرأي العلمي

#### كلية الأطباء النفسيين في هونغ كونغ
في 15 نوفمبر 2011، نشرت كلية الأطباء النفسيين في هونغ كونغ، كهيئة ترخيص للأطباء النفسيين المحترفين في هونغ كونغ، إعلانًا يفيد بأن المثلية الجنسية ليست مرضًا ولا يوجد دليل يثبت علمياً دعم محاولات تغيير التوجه الجنسي للفرد. حتى فبراير 2012، لم يتم تحميل الإعلان على موقع الكلية أو نشره في أي مجلات مهنية؛ ومع ذلك، فهي متوفرة في شكل نسق المستندات المنقولة إلكترونيا عند الطلب. تعد كلية الأطباء النفسيين في هونغ كونغ أول سلطة مهنية في آسيا التي تبرز بوضوح وبشكل علني موقفها المهني في القضايا المتعلقة بالمثلية الجنسية والعلاجات التي تغير من توجه الشخص الجنسي.
| معاملة المثليين في هونغ كونغ | "ترى كلية الأطباء النفسيين في هونغ كونغ أن المثلية الجنسية ليست اضطرابًا نفسيًا ... تلتزم كلية الأطباء النفسيين في هونغ كونغ بشدة بممارسة العلاج المثبت علمياً والقائم على الأدلة. يجب تقديم علاجات نفسية وفقًا لمبادئ وممارسات راسخة متاحة في ذلك الوقت. لا يوجد في الوقت الحاضر أدلة علمية وسريرية سليمة تدعم فوائد محاولات تغيير التوجه الجنسي." | معاملة المثليين في هونغ كونغ |

#### جمعية علم النفس في هونغ كونغ
في ضوء عدم وجود إرشادات ممارسة للمثليين والمثليات ومزدوجي التوجه الجنسي للأخصائيين النفسيين في هونغ كونغ، شكلت جمعية علم النفس في هونغ كونغ، كمجتمع تعليمي وجمعية مهنية، مجموعة عمل في يوليو 2011 لمعالجة المشكلة. في 1 أغسطس 2012، نشرت الجمعية ورقة موقف بعنوان، "ورقة موقف لعلماء النفس للعمل مع المثليين، والمثليات، ومزدوجي التوجه الجنسي. هناك 11 إرشادات رئيسية في ورقة الموقف هذه، وهي:
-يفهم علماء النفس أن المثلية الجنسية وازدواجية التوجه الجنسي ليسا من الأمراض العقلية.
-يدرك علماء النفس أن عوامل الانجذاب والمشاعر والسلوك الجنسي المثلي، وازدواجي التوجه الجنسي، والمغايرة جنسيا تشكل أشكالًا طبيعية للجنس البشري.
-يفهم علماء النفس أن الجهود المبذولة لتغيير التوجه الجنسي لم تثبت فعاليتها أو ضررها.
عند استخدام ونشر معلومات عن التوجه الجنسي، فإن علماء النفس يمثلون بشكل كامل ودقة نتائج البحوث التي تستند إلى تصميم بحث علمي صارم ويحرصون على تجنب أي سوء استخدام أو إساءة تمثيل لهذه النتائج.
يفهم علماء النفس الوصمة المجتمعية المفروضة على الأفراد من مجتمع الميم والآثار المترتبة على حياتهم.
-يعمل علماء النفس دائمًا لضمان إبلاغ العامة بدقة حول التوجه الجنسي والقضايا المتعلقة بالجنس المثلي.
-يدرك علماء النفس مواقفهم ومعتقداتهم ومعرفتهم حول التوجه الجنسي وحياة وتجارب الأفراد من مجتمع الميم. لا يفرضون معتقدات شخصية أو معايير حول التوجه الجنسي عندما يقدمون خدمات مهنية.
-يفهم علماء النفس الفرق بين التوجه الجنسي والهوية الجندرية والتعبير عنها. المطابقة بين الجنسين النمطية أو عدم المطابقة ليست بالضرورة مؤشرا على التوجه الجنسي للشخص.
-يفهم علماء النفس عدم التجانس بين الأفراد من مجتمع الميم (مثل الجنس والجندر والعمر والحالة الاجتماعية والاقتصادية والقدرات البدنية والعقلية والعرق والحالة الزواجية والحالة الأبوية والمعتقدات الدينية).
-يحترم علماء النفس اختيار أفراد مجتمع الميم للكشف عن أو عدم الكشف عن توجههم الجنسي.
-يدافع علماء النفس عن مجتمع شامل وتعزيز تكافؤ الفرص. ويشمل ذلك الدعوة إلى القضاء على رهاب المثلية، أو رهاب ازدواجية التوجه الجنسي، أو التمييز، أو التنمر، أو المضايقة، أو أي شكل من أشكال الوصم تجاه الأفراد من مجتمع الميم.

#### جمعية هونغ كونغ للأطباء في علم النفس العيادي
تضمن مدونة أخلاقيات جمعية هونغ كونغ للأطباء في علم النفس العيادي أن يتجنب علماء النفس السريريون المسجلون في جمعية هونغ كونغ للأطباء في علم النفس العيادي التمييز بجميع أشكاله وأنهم حساسون لفوارق القوة في التعامل مع العملاء الحاليين والسابقين، وأرباب العمل، والموظفين، والأقران من خلال السعي لحماية الأفراد الذين قد يكونون في وضع أقل قوة. فهم حساسون بشكل خاص لاحتياجات الأفراد المحرومين وغيرهم من المستضعفين.

### شغور الخدمة المدنية
لا يُسمح للحكومة، على جميع المستويات، بمعاملة تفاضلية غير مبررة على أساس التوجه الجنسي كنتيجة مباشرة لسلسلة من القضايا البارزة في المحاكم. على وجه الخصوص، قضت محكمة الاستئناف النهائي، في قضية وزير العدل ضد ياو يوك ليونغ زيغو، بأن التوجه الجنسي لشخص ما هو وضع محمي ضد التمييز بموجب أحكام المادتين 25 و 39 من القانون الأساسي في هونغ كونغ والمادتين 1 و 22 من من قانون الحقوق في هونغ كونغ. بسبب هذا التفسير من القضاء والحكومة تتحمل المسؤولية لضمان أن جميع سياساتها والقرارات والإجراءات خالية من التمييز التوجه الجنسي. لا يلزم القانون الأساسي في هونغ كونغ وقانون الحقوق في هونغ كونغ سوى الحكومة ووكالاتها وممثليها، ولكن ليس الشركات الخاصة. على هذا النحو، يشتمل قسم الملاحظات العامة في إعلانات الوظائف الشاغرة في الخدمة المدنية على التأكيد: «بصفتك صاحب عمل معني بالمساواة في الفرص، تلتزم الحكومة بالقضاء على التمييز في التوظيف. الشاغر المعلن عنه مفتوح لجميع المتقدمين الذين يستوفون شرط الدخول الأساسي بصرف النظر عن إعاقتهم، الجنس، الحالة الاجتماعية، الحمل، العمر، الوضع العائلي، التوجه الجنسي، والعرق.» بالإضافة إلى ذلك، قد يطلب موظفو الحكومة الحاليون الذين يشعرون بالتمييز أو يعانون من المعاملة غير العادلة بسبب توجههم الجنسية مشورة قانونية ويمكنهم رفع دعاوى مدنية ضد الحكومة في المحكمة.

### قطاع الأعمال
نظرًا لأن المثلية الجنسية لا تزال تمثل أمرا حساسا في هونغ كونغ، فإن التمييز القائم على التوجه الجنسي في قطاع الشركات موجود. غالبًا ما يكون الموظفون من مجتمع الميم ضحايا لمستويات مختلفة من التمييز أو المضايقة. معظم الشركات لا تدرج التوجه الجنسي في تنوعها وسياسات الإدماج. ومع عدم وجود تشريع يحمي الموظفين من مجتمع الميم، يظل الوضع دون حل. هذا صحيح أيضا بالنسبة للشركات متعددة الجنسيات. على الرغم من أن العديد من الشركات التي تتخذ من الولايات المتحدة أو أوروبا مقراً لها في هونغ كونغ قد يكون لديها سياسات غير تمييزية تحمي موظفيها من مجتمع الميم في بلدانهم الأصلية، فإن معظمهم لا يتبنون مثل هذه الممارسات في هونغ كونغ. هذه الظاهرة تجعل العديد من الموظفين المحليين وحتى المغتربين عرضة للتمييز.
لسنوات عديدة، عملت مجموعات داعية رائدة مثل «كوميونيتي بيزنز» (بالإنجليزية: Community Business)‏ على تعزيز وتوسيع نطاق سياسات عدم التمييز في قطاع الشركات للأقليات من مجتمع الميم. فقط عدد محدود من الشركات متعددة الجنسيات تبنت هذه السياسات بشكل صريح، وهي غولدمان ساكس وآي بي إم.بضع شركات محلية والصينية قد وسعت حماية عدم التمييز لموظفي مجتمع الميم، بما في ذلك شركات الأوراق المالية.

## ملخص
| قانونية النشاط الجنسي المثلي                                                                  | (منذ عام 1991)                                   |
| المساواة في السن القانوني للنشاط الجنسي                                                       | (منذ عام 2006)                                   |
| قوانين مكافحة التمييز في التوظيف                                                              | / (التوظيف الحكومي فقط)                          |
| قوانين مكافحة التمييز في توفير السلع والخدمات                                                 | / (السلع والخدمات الحكومية فقط)                  |
| قوانين مكافحة التمييز في جميع المجالات الأخرى (تتضمن التمييز غير المباشر، خطاب الكراهية)      | No                                               |
| قوانين مكافحة أشكال التمييز المعنية بالهوية الجندرية                                          | No                                               |
| زواج المثليين                                                                                 | (قضية المحكمة في الانتظار)                       |
| الاعتراف بالأزواج والشركاء المثليين في الضرائب                                                | / (زواج المثليين المنعقد في الخارج منذ عام 2019) |
| الاعتراف القانوني بالعلاقات المثلية                                                           | / (محدود)                                        |
| تبني أحد الشريكين للطفل البيولوجي للشريك الآخر                                                | No                                               |
| التبني المشترك للأزواج المثليين                                                               | No                                               |
| يسمح للمثليين والمثليات ومزدوجي التوجه الجنسي والمتحولين جنسيا بالخدمة علناً في القوات المسلحة | (الصين مسؤولة عن الدفاع الوطني)                  |
| الحق بتغيير الجنس القانوني                                                                    | Yes                                              |
| علاج التحويل محظور على القاصرين                                                               | No                                               |
| الحصول على أطفال أنابيب للمثليات                                                              | No                                               |
| الأمومة التلقائية للطفل بعد الولادة                                                           | No                                               |
| تأجير الأرحام التجاري للأزواج المثليين من الذكور                                              | (غير قانوني للأزواج المغايرين كذلك)              |
| السماح للرجال الذين مارسوا الجنس الشرجي التبرع بالدم                                          | / (منذ عام 2017، فترة تأجيل لمدة عام)            |